# Вобэнзим
Вобэнзи́м — лекарственное средство, комбинация протеолитических ферментов животного и растительного происхождения с добавлением рутозида. В ряде стран, в том числе в России зарегистрирован как лекарственный препарат (фармакологическая группа: препарат с противовоспалительным и иммуномодулирующим действием), в некоторых других странах, в том числе в США и в Израиле распространяется как БАД. Производитель — «Мукос Эмульсионс ГмбХ», Германия.

## Состав
В комбинацию Вобэнзим входят следующие активные вещества: панкреатин, папаин, рутозид, бромелаин, трипсин, липаза, амилаза, химотрипсин. В комбинацию также входят несколько вспомогательных веществ.

## Фармакологическое действие
Вобэнзим оказывает положительное воздействие на ход воспалительного процесса ; положительно влияет на показатели иммунологической реактивности организма; осуществляет стимуляцию и регуляцию уровня функциональной активности моноцитов‐макрофагов, способствует снижению уровня провоспалительных цитокинов и повышению продукции противовоспалительных цитокинов. Регулирует уровень иммуноглобулинов и активизирует интерфероногенез. Под воздействием ферментов препарата происходит снижение количества циркулирующих иммунных комплексов и фиксированных в тканях мембранных депозитов с ускорением их элиминации (выведения).
Препарат облегчает проникновение антибиотиков в очаг воспаления и микробные колонии (биоплёнки), повышая эффективность воздействия антибиотиков, нарушает передачу плазмидных генов антибиотикорезистентности в микробных колониях, а также одновременно уменьшает нежелательные эффекты антибиотиков, снижает токсическое воздействие антибиотиков на почки и печень, нормализует микрофлору кишечника.
Вобэнзим улучшает пластичность эритроцитов и уменьшает агрегацию (слипание) тромбоцитов, снижает общее количество микроагрегатов тромбоцитов, таким образом улучшая микроциркуляцию и реологические свойства крови, а также снабжение тканей кислородом и питательными веществами.
Препарат оптимизирует ход воспалительного процесса, прерывает патологический каскад воспаления и предупреждает переход воспалительного процесса в хроническую форму.

## Фармакокинетика
Таблетки препарата Вобэнзим транзиторно проходят верхние отделы желудочно‐кишечного тракта, всасываются в тонком отделе кишечника путём резорбции интактных молекул и, связываясь с транспортными белками крови, поступают в кровоток. Затем ферменты, мигрируя по сосудистому руслу, накапливаются в зоне патологического процесса.

## Противопоказания
Вобэнзим противопоказан людям с индивидуальной непереносимостью к какому либо из его компоненетов, людям страдающим заболеваниями связанными с повышенной вероятностью кровотечений (гемофилия, тромбоцитопения и другие). Так же он противопоказан пациентам которые проходят процедуру гемодиализа. В соответствии с регистрацией препарата в России, он противопоказан детям младше 5 лет.

## Побочные эффекты
Согласно инструкции по употреблению препарата зарегистрированного в России, побочные эффекты от приёма препарата ограничиваются кожными раздражениями (крапивница) и изменениями в консистенции кала. Не были зарегистрированы случаи синдрома отмены или привыкания к препарату.
Вместе с тем в литературе описаны случаи тяжёлой аллергической реакции (вплоть до анафилактического шока) в результате ферментной терапии (например, при использовании рецептурного препарата «Вобэ-мугос».